# Шейх Асилдар Аркасский
Шейх Асилдар Аркасский  Дата Рождения: 1354-55 годы. Место Рождения: селение Кадар. Дата Смерти: 1403-04 годы. Место Смерти: селение Аркас, ныне Буйнакский район, Дагестан — исламский богослов, шейх.

## Биография
Шейх Асилдар происходил из сословия «карачи», распространенного в тюрко-монгольских государствах. Жевлет-Мирза Шейх-Али называл их «блюстителями древних обычаев кумыкского народа» . Является одним из первых известных карачи-беков в Дагестане.
Большинство исследователей склонны согласиться с тем, что Асилдар умер в 1403-04 годах, а родился, скорее всего, в 1354-55 годах. Согласно Салимханану Кадарскому. : "Шейх, который похоронен в этой могиле, — друг божий, ал-Хаджж Асилдар, сын Ата ал-Гадари. По происхождению он из эмиров «карачи». Мать его — Ай Мисей Эндиреевская, она из рода сала (то есть сала-узденей - сословия кумыкского народа). Занимаясь распространением ислама в Дагестане и в частности в [[Хунзах|Хунзахе.]]  он вступил в конфликт с ханом Аварии Суракатом I и убил его.  Согласно сведениям Назира ад-Дургели. , Асилдар прожил 49 лет и умер в 806 или 860 году хиджры. Похоронен шейх Асилдар к северо-западу от селения Аркаса. .

## Память
- В селе Аркас Буйнакского района находится зиярат Шейха Асилдара Аркасского.
- В Буйнакском районе построена мечеть имени Шейха Асилдара Аркасского[1].

1. ↑  [yandex.ru›maps/org/mechet_imeni_sheykha…arkaskogo …]